# Список місцевостей Шманьківців
Місцевості, які лежать на території Шманьківців Заводської громади Чортківського району Тернопільської області України.
| Назва                          | Тип     | Відомості | Фото | Джерела     |
| ------------------------------ | ------- | --- | ---- | ----------- |
| Боднарівка                     | хутір   | Колишній хутір, нині — частина села. Лежить на лівому березі Нічлавки за 250 м від села. Назва походить від антропоніма Боднар, ім'я чоловіка, котрий зі своєю родиною проживав у цій місцевості. На хуторі є окопи ще з Першої світової війни, які розташовані неподалік урочища «Боднарів Яр». У 1944 році в помешканні Боднарів жили керівники воєнного аеродрому, який розташувався позаду каплиці Святого Миколая. Вищезгаданий воєнний об'єкт був призначений для посадки військових літаків під час Другої світової війни. На його території були землянки, де проживали солдати, які обслуговували аеродром та злітну смугу й одночасно тренувалися. Після закінчення війни аеродром ліквідували, нині там поле. Зараз на місці хутора залишилися криниця й виноградник. |      | [ 1 ]       |
| Вербівка                       | хутір   | Колишній хутір, нині — частина села. Лежить за 150 м від села. Назва походить від слова «верба», тобто це було місце, яке поросло густими насадженнями верби чи верболозу. На хуторі розташовувався панський фільварок. На його території розміщувалося шість будівель: одна з них кам'яна, житлова, а інші — дерев'яні для господарської діяльності. Також був сад та каменоломня. Нині на місці Вербівки росте фруктовий сад. |      | [ 2 ]       |
| Добрівка                       | хутір   | Колишній хутір, нині — частина села. Лежить за 450 м від села. За визначенням польського ономаста Едварда Плісевича, назва походить від зручного місцерозташування на угіддях. Нині на хуторі є два двори. |      | [ 3 ] [ 4 ] |
| Добровідка                     | хутір   | Колишній хутір, нині — частина села. Лежить за 2,5 км від села. Назва походить від «добра вода». Оскільки в місцевості відсутні струмки, джерела та потоки, стає очевидним те, що там була криниця. Нині на хуторі є два двори. |      | [ 5 ]       |
| За замком                      | хутір   | Колишній хутір, нині — частина села. Лежить за 223 м від села. Назва виникла семантичним способом із додаванням займенника «за», тобто «ділянка землі, яка лежить за замком». Нині на хуторі є один двір. |      | [ 3 ] [ 4 ] |
| За замком                      | хутір   | Колишній хутір біля села Струсівки. Назва виникла семантичним способом із додаванням займенника «за», тобто «ділянка землі, яка лежить за замком». На хуторі розташовувався двір з одним будинком та садом, на якому жила родина Нагірняків. |      | [ 6 ]       |
| Катеринівка (пол. Katarynówka) | хутір   | Колишній хутір біля Струсівки. Лежить за 2,33 км від колишнього села. Назва походить від антропоніма Катерина (жінка, яка проживала на цьому хуторі). У 1859 р. — 1 двір, на якому був житловий будинок та дві господарські будівлі, а також два садки. Поруч з ним ріс невеликий за площею ліс «Загуменки» (пол. Zagumienki). Нині на місці хутора орне поле. |      | [ 6 ]       |
| Петрівка (пол. Piotrówka)      | хутір   | Колишній хутір. Лежав за 230 км від колишнього села Струсівки. Назва походить від антропоніма Петро, чоловік, котрий проживав на цьому хуторі. Хутір був з одним двором. Австрійські мапи інколи коригувалися, тому на той період з чотирьох дерев'яних будівель вціліла лише одна. На лівому березі Нічлави, неподалік Петрівки над струсівським ставком розташовувався безіменний двір з трьома дерев'яними будівлями. Нині на місці хутора пасовище. |      | [ 7 ]       |
| Фрідріхівка (пол. Frydrykówka) | хутір   | Колишній хутір. Лежав за 1,07 км від колишнього села Струсівки. Назва походить від антропоніма Фрідріх, чоловік, котрий тут проживав. У дворі розташовувалися чотири дерев'яні будівлі, а також невеликий сад. Неподалік Фрідріхівки був двір з двома дерев'яними будівлями та великим садом. Нині на місці хутора орне поле. |      | [ 6 ]       |
| Могили                         | урочище | Із розповідей жителя Шманьківців Антона Мостовича: «Кілька століть тому неподалік струмка Ставки відбулася велика січа за участі вояків із Шманьківців, Білої та Улашківців, котрі зустрілися посеред поля з турками. Шманьківці тоді зазнали великого грабунку, а на полі битви було чимало вбитих». Пізніше місцеві жителі почали називати цю місцевість «Могилами», тобто місце, де є захоронення. |      | [ 9 ] [ 5 ] |